# Анкаста
Анкаста (лат. Ancasta) је келтска богиња, поштована у оном делу Велике Британије који је био под Римљанима. Највероватније је била локално божанство из Хемпшира, повезана са реком Ичен.

## Етимологија
Њено име највероватније потиче из пра-келтика ор речи "kasto" са значењем "хитар".